# Křižany
Křižany är en ort i Tjeckien. Den ligger i den norra delen av landet, 80 km norr om huvudstaden Prag. Křižany ligger 396 meter över havet och antalet invånare är 657.
Terrängen runt Křižany är kuperad åt nordost, men åt sydväst är den platt.Runt Křižany är det ganska glesbefolkat, med 28 invånare per kvadratkilometer. Närmaste större samhälle är Liberec, 10,7 km öster om Křižany. I omgivningarna runt Křižany växer i huvudsak blandskog.